# George Kaczender
George Kaczender (Budapest, 19 aprile 1933 – Century City, 24 agosto 2016) è stato un regista canadese, di origini ungheresi.
Il suo film Don't Let the Angels Fall è stato nominato per la Palma d'Oro al Festival di Cannes del 1969. Il suo film U-Turn è stato nominato per l'Orso d'oro al Festival di Berlino del 1973.

## Filmografia

### Cinema
- Don't Let the Angels Fall (1969)
- U-Turn (1973)
- Donna è meraviglia (In Praise of Older Women) (1978)
- Gli altri giorni del Condor (Agency) (1981)
- Chanel Solitaire (1981)
- Ricordati Venezia (Your Ticket Is No Longer Valid) (1981)
- Bella da morire (Prettykill) (1987)
- Maternal Instincts (1996)
- Christy: Finding Faith (2003)

### Televisione
- Night Heat - serie TV, 7 episodi (1985-1988)
- Falcon Crest - serie TV, episodi 7x19-7x25-8x2 (1988)
- Freddy's Nightmares - serie TV, episodi 1x10-1x14-2x1 (1988-1989)
- Vietnam addio (Tour of Duty) - serie TV, episodi 3x7-3x13-3x17 (1989-1990)
- La legge di Bird (Gabriel's Fire) - serie TV, episodi 1x11-1x14 (1990-1991)
- Giudizio al buio (A Seduction in Travis County) - film TV (1991)
- Christmas on Division Street - film TV (1991)
- Jonathan - Il bambino che nessuno voleva (Jonathan: The Boy Nobody Wanted) - film TV (1992)
- Sunset Beat - serie TV, episodi 1x3 (1992)
- Rivelazione morbosa (Betrayal of Trust) - film TV (1994)
- Where Are My Children? - film TV (1994)
- I sentieri della vita (Vanished) - film TV (1995)
- Buon Natale, Ebbie (Ebbie) - film TV (1995)
- Devil's Food - film TV (1996)
- Amare per vivere (Indiscretion of an American Wife) - film TV (1998)
- Christy: Choices of the Heart - miniserie TV, episodi 1x1 (2001)

### Cortometraggi
- Ballerina (1963)
- Phoebe (1964)
- City Scene, co-regia di Gordon Burwash (1964)
- You're No Good (1965)
- The World of Three (1966)
- Little White Crimes (1966)
- To Track a Shadow (1967)
- Sabre and Foil (1967)
- The Game (1968)